# Antônio Ranis Rosendo dos Santos
Antônio Ranis Rosendo dos Santos, C.Ss.R. (Porto da Folha, 3 de setembro de 1973) é um prelado católico brasileiro, desde 2025 é o Bispo de Caicó.

## Biografia
Nascido no dia 3 de setembro de 1973, no município de Porto da Folha (SE), é filho de Raimundo Rosendo dos Santos e Maria Lúcia Rezende.
No dia 24 de janeiro de 1994, iniciou o processo formativo no aspirantado da Congregação do Santíssimo Redentor, os Redentoristas, em Garanhuns (PE). Em 1997, foi para o postulantado, em Recife (PE), para cursar a Filosofia, na Universidade Católica de Pernambuco (Unicap). No ano de 2001, fez o noviciado na cidade de Tietê (SP). A profissão religiosa foi celebrada no dia 02 de fevereiro de 2002, na Igreja Matriz Nossa Senhora do Perpétuo Socorro, em Recife.
Em 2002, Antônio foi transferido para Fortaleza (CE) para iniciar o curso de Teologia no Instituto Teológico Pastoral do Ceará- ITEP. Recebeu a ordenação diaconal em 08 de dezembro de 2005 e a ordenação presbiteral em 16 de junho de 2006. Em seu ministério sacerdotal, exerceu as funções de vigário paroquial da paróquia Sagrado Coração de Jesus, Natal (RN), de 2006 a 2007; ormador do aspirantado redentorista em Arapiraca (AL), de 2008 a 2010; e Conselheiro da Vice-Província redentorista do Recife. Em 10 de novembro de 2010, foi eleito superior provincial da Vice-Província do Recife, desempenhando a missão no quadriênio 2011-2014.
Terminado o mandato, foi transferido para Natal, onde atuou como pároco da paróquia Sagrado Coração de Jesus, no Bairro Morro Branco. Em 2015, foi nomeado pelo então arcebispo, dom Jaime Vieira Rocha, vigário episcopal para a vida religiosa. Nesse período, fez pós-graduação em espiritualidade pelo Centro Universitário Salesiano de São Paulo (UNISAL). Em 19 de fevereiro de 2019, foi nomeado pároco do santuário paróquia Nossa Senhora do Perpétuo Socorro, em Campina Grande (PB).
Em 2020, foi transferido para Goiânia (GO), com a missão de ser formador dos religiosos estudantes de teologia e vigário paroquial da paróquia Nossa Senhora da Abadia, em Abadia de Goiás. Em 2001, atuou como formador e vigário paroquial da paróquia Divino Pai Eterno, em Trindade (GO).
Em julho de 2022, foi transferido para Arapiraca (AL), para atuar como pároco da paróquia Santíssimo Redentor. Até sua nomeação episcopal, foi formador do aspirantado e superior da comunidade religiosa, cursando o mestrado em Direito Canônico pelo Instituto Superior de Direito Canônico do Rio de Janeiro – extensão Goiânia.
Em 14 de fevereiro de 2025, foi nomeado pelo Papa Francisco como Bispo de Caicó Recebeu a ordenação episcopal em 17 de maio seguinte, na Igreja Matriz do Santíssimo Redentor, em Arapiraca, de Dom José Luiz Majella Delgado, C.Ss.R, arcebispo da Pouso Alegre, coadjuvado por Dom José Luiz Ferreira Salles, C.Ss.R., bispo de Pesqueira e por Dom Valdemir Ferreira dos Santos, bispo de Penedo.